# Шон Мендес
Шон Питър Раул Мендес (на английски: Shawn Peter Raul Mendes) е канадски певец и текстописец. Дебютният му студиен албум „Handwritten“ достига до първите 10 места в САЩ и Канада и номер едно в Обединеното кралство. Неговият албум „Illuminate“ (2016) е предшестван от сингъла „Treat You Better“. И двата албума дебютират на върха на САЩ Билборд 200. Един от другите му сингли, „There’s nothing holding me back“, печели наградата „Summer Song 2017 MTV VMA’s“.

## Биография
Мендес е роден в Пикъринг, син на Карън, агент на недвижими имоти, и Мануел Мендес, бизнесмен, който снабдява барове и ресторанти в Торонто. Баща му е от Португалия (от Алгарв), а майка му е от Англия. Той има по-малка сестра на име Аалия.
Мендес израства в Пикеринг, Онтарио, където посещава средното училище Пайн Ридж. Понастоящем живее в центъра на Торонто. 

### Кариера
Мендес се научава да свири на китара, като гледа видеоклипове в YouTube на 13-годишна възраст през 2012 г. По-малко от година по-късно започва да публикува клипове на приложението за социално споделяне Vine през 2013 г. и печели милиони харесвания и последователи за няколко месеца. Става известен със своите шестсекунди клипчета от видеа на много популярни песни. Мениджърът Андрю Гертлер открива Мендес онлайн през ноември 2013 г., като го включва в „Island Records“ през януари 2014 г. Той официално подписва през май 2014 г. и издава първия си сингъл „Живота на купона“ (на английски: Life of the Party) на 26 юни 2014 г. 
На 14 април 2015 г. Мендес издава албума „Handwritten“, който достига до номер едно в класацията Билборд 200 със 119 000 точки, продавайки 106 000 копия през първата си седмица. 
В края на 2015 г. Мендес и Камила Кабейо, която по това време е член на групата „Фифт Хармъни“, издават своя съвместен сингъл „I know what you did last summer“. Песента е включена в преиздаването на „Handwritten“. Той се появява на премиерата на Третия сезон на CW на 21 януари 2016 г. 
Мендес намира Джон Майер, Ед Шийрън, Джъстин Тимбърлейк и Бруно Марс за влиятелни хора. През 2016 г. издава албума си „Illuminate“ от който най-известна става песента му „Treat you better“. През 2017 г. започва турне. На 25 май 2018 г. издава „Shawn Mendes: The album“ и планира турне през 2019. Дебютната му песен се казва Life of the party, от 2014г.

## Филмография
- „Крокодилът Лайл“ (2022) – Лайл (глас)[18]